# Jure Dolenec
Jure Dolenec (født 6. december 1988 i Kranj, SFR Jugoslavien) er en slovensk håndboldspiller som spiller for Limoges Handball og Sloveniens herrehåndboldlandshold.
Han deltog under EM i håndbold 2020 i Sverige/Østrig/Norge.